# غوخان أوزتورك
غوخان أوزتورك (بالتركية: Gökhan Öztürk)‏ هو لاعب كرة قدم تركي في مركز الوسط، ولد في 22 مارس 1990 في بيوك جكمجة في تركيا. شارك مع منتخب تركيا تحت 17 سنة لكرة القدم. أما مع النوادي، فقد لعب مع ألتينوردو وتشايكور ريزه سبور وغازي عنتاب سبور وغلطة سراي.

## وصلات خارجية
- غوخان أوزتورك على موقع اتحاد تركيا (لاعب) (الإنجليزية)
- غوخان أوزتورك على موقع قاعدة بيانات كرة القدم.إي يو (الإنجليزية)
- غوخان أوزتورك على موقع Soccerway.com (الإنجليزية)
- غوخان أوزتورك على موقع عالم كرة القدم.نت (الإنجليزية)